# 길종섭
길종섭(吉宗燮, 1947년 1월 8일~)은 전직 한국방송공사(KBS)의 기자 출신이자, 현재는 현직 고려대학교 신문방송학과 석좌교수 등을 지내는 이이기도 하다.
고려대학교 신문방송학과를 나온 그는, 1969년 동양방송(TBC)에 정치부 기자로 입사하여, 1980년 11월 30일 동양방송이 언론통폐합으로 인하여 한국방송공사에 흡수 조처되자, 1980년 12월 1일부터 자동으로 한국방송공사 소속 직원이 되었다. 이후 정치부장, 경제부장, 일본 도쿄총국장, 대기자 등을 지내며 KBS 뉴스 9, KBS 뉴스라인, KBS 뉴스광장, 길종섭의 쟁점토론, 생방송 심야토론 등의 시사, 보도프로그램의 앵커 또는 진행자로도 활동하였다.
이후 2005년 2월, KBS를 퇴사하여, 같은 해(2005년)의 3월 4일부터 모교(고려대학교 신문방송학과)의 석좌교수로 재직하고 있다. 2009년 2월 20일 한국 케이블TV 방송협회로부터 추대받아 제7대 케이블TV 방송협회 회장으로 선임되어, 같은 해(2009년)의 3월 2일부터 공식 임기를 시작하였다. 2013년 1월 18일에 연임하면서, 모두 2014년 3월 20일까지 5년 동안 역임하였다.